# Microgaster peroneae
Microgaster peroneae är en stekelart som beskrevs av Walley 1935. Microgaster peroneae ingår i släktet Microgaster och familjen bracksteklar. Inga underarter finns listade i Catalogue of Life.